# Pirjatin
Pirjatin (ukrajinsko Пирятин) je mesto v Ukrajini, upravno središče Pirjatinskega rajona v Poltavski oblasti. Ima 16.560 prebivalcev (2001). 
Mesto leži okoli 190 km severo-zahodno od Poltave na desnem bregu reke Udaj ob avtocesti E40. 